# شهرداری گورایک
شهرداری گورایک (ارمنی: Գորայք Համայնք) یک شهرداری در استان سیونیک ارمنستان است. مرکز این ناحیه گورایک است.

## فهرست شهرک‌ها
| نام         | منطقه      | جمعیت (سرشماری سال ۲۰۱۱) |
| ----------- | ---------- | ------------------------ |
| گورایک      | مرکز اداری | ۴۳۵                      |
| سارناکونک   | روستا      | ۴۷۴                      |
| اسپانداریان | روستا      | ۳۷۱                      |
| تسغوک       | روستا      | ۴۲۲                      |